# 주세페 피아치
주세페 피아치(이탈리아어: Giuseppe Piazzi, 1746년 7월 16일 - 1826년 7월 22일)는 이탈리아의 수학자, 천문학자로 테아티노회 수도사이다.
1801년 1월 1일, 피아치는 항성을 배경으로 하늘을 움직이는 천체를 발견하였다. 처음엔 고정된 항성이라 생각했으나 곧 이동한다는 것을 알아차리고 새로운 행성이라 여겼다.
피아치는 이 천체를 ‘케레스 페르디난데아(Ceres Ferdinandea)’라고 이름붙였다. 시칠리아의 수호 여신인 케레스와 양시칠리아 왕국의 페르디난도 1세의 이름을 딴 것이다. 그러나 페르디난데아는 정치적인 이유로 쓰이지 않게 되었다. 이후 세레스는 처음 발견된 소행성이며 소행성대에서 가장 크고 무거운 천체임이 밝혀졌다. 2006년, 세레스는 왜행성이라는 새로운 이름으로 분류되게 되었다.
1923년, 그의 업적을 기려 1000번째 발견된 소행성에 1000 피아치아라는 이름이 붙었다. 최근에는 세레스에서 반사율이 높아 밝게 보이는 부분에 ‘피아치’라는 이름이 비공식적으로 붙여졌다.